# Corps de cavalerie (France)
Le Corps de cavalerie est un corps d'armée mécanisé français créé en 1939 et dissous en 1940 après la bataille de France. Commandé par le général René Prioux, le corps de cavalerie avance en Belgique en mai 1940 et couvre le flanc français face à l'avancée du 16e corps (motorisé) allemand. Coupé par les forces allemandes du gros de l'armée française, le corps est évacué à Dunkerque vers l' Angleterre puis renvoyé en France fin mai et début juin 1940. La poursuite des combats entraîne des pertes importantes de véhicules blindés et une diminution constante de la puissance de combat du corps. Le corps de cavalerie cesse les combats avec l'entrée en vigueur du deuxième armistice de Compiègne et est démobilisé le 11 juillet 1940.

## Formation et drôle de guerre

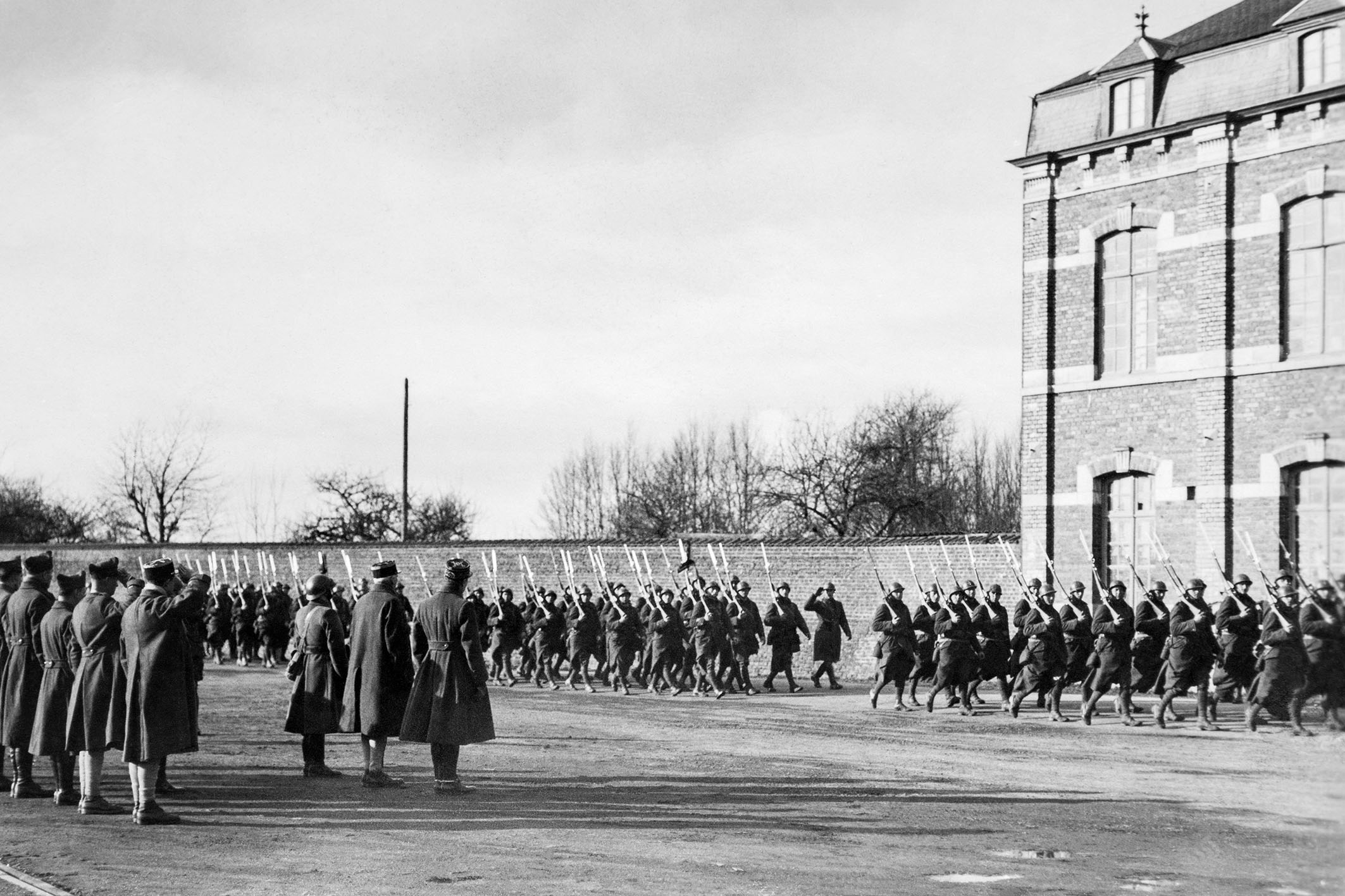
Défilé des troupes de la 2e division légère mécanique à Boué le 24 février 1940.

Formé le 27 août 1939 à Saint-Quentin, le corps de cavalerie n'entre en action que le 11 mai 1940 dans les environs de Tongres.  Le corps a diverses unités affectées pendant la période de la drôle de guerre. Le corps de cavalerie est initialement constitué des 1re et 2e DLM (divisions légères mécaniques) auxquelles sont rattachées deux brigades de dragons portés « pour emploi » Il est notamment destiné, dans l'hypothèse d'une attaque allemande vers la Belgique neutre, à couvrir le déploiement de la 1re armée française vers l'Escaut (manœuvre Escaut) puis vers la Dyle (manœuvre Dyle). La 1re DLM est également prête pour un engagement vers l'Est. Début mars, la 1re DLM est détachée du corps de cavalerie pour être disponible pour la manœuvre Bréda ajoutée au plan Dyle : il faut pouvoir faire la jonction avec les Pays-Bas à Bréda. Le 4 mars 1940, la 3e DLM, toujours à l'instruction, est rattachée. Au moment de l'invasion allemande en mai 1940, le corps comprend les 2e et 3e DLM, ainsi que quelques petites unités de reconnaissance et d'artillerie.

## Au combat
Le corps de cavalerie se distingue lors de la bataille de Hannut au cours des combats en Belgique.  Il est envoyé par le généralissime Gamelin pour couvrir à partir du 10 mai dans la plaine belge le déploiement des forces franco-belgo-britanniques. Sa mission est de retarder jusqu’au matin (jusqu’au soir initialement) du 14 mai l’avancée allemande. Du 12 au 14 mai, le corps de cavalerie freine avec succès le XVIe corps (motorisé) allemand, fort de deux divisions Panzer, à Hannut devant la trouée de Gembloux. Dès le 14 au soir, les blindés du corps de cavalerie ont commencé à être dispersées en soutien des diverses unités de la 1re armée inquiète d'une poussée allemande sur leurs positions. Le corps de cavalerie cesse d'être une unité blindée apte à la réaction rapide. L'infanterie française arrête les XVIe corps allemand lors de la bataille de Gembloux mais pendant ce temps, le front français est percé à Sedan et à Dinant par le gros des forces allemandes qui a traversé les Ardennes.  Le 15 au soir, la 1re armée reçoit l'ordre de se replier vers le canal de Charleroi. Malgré une tentative de contre-attaque menée à Arras par les Britanniques soutenus par la 3e DLM, les forces alliées entrées en Belgique sont séparées du gros de l'armée française restée au sud.
Du 31 mai au 10 juin 1940, les hommes du corps sont évacués en Angleterre puis reviennent en France via les ports de Brest et Cherbourg. Le corps de cavalerie est remis sur pied avec trois DLM reconstituées, la 1re DLM rejoignant 2e et 3e. Le 10 juin, le corps de cavalerie est envoyé sur le front de la 10e armée en Normandie et couvre sa retraite vers la Loire. La 2e DLM quitte le corps le 12 pour aller rejoindre l'armée de Paris, à laquelle est rattachée le corps de cavalerie après sa traversée de la Loire.
A la fin de la retraite des forces françaises, le corps de cavalerie dispose encore d'une quarantaine de blindés de la 1re DLM et de la 3e DLM. La 1re DLM se regroupe à Ribérac et la 3e DLM se rassemble à Saint-Aquilin[réf. souhaitée], tous deux en Dordogne. Le corps de cavalerie est démobilisé le 11 juillet 1940.

## Composition

### En septembre 1939
En septembre 1939, le corps de cavalerie est constituée de deux DLM auxquelles sont rattachées deux brigades de dragons portés « pour emploi » :
- 1re DLM : 
  - 18e régiment de dragons (chars) ;
  - 4e régiment de cuirassiers (chars) ;
  - 6e régiment de cuirassiers (découverte) ;
  - 4e régiment de dragons portés (infanterie) ;
  - 74e régiment d'artillerie tout-terrain.
- 1re brigade de dragons portés ;
- 2e DLM :
  - 13e régiment de dragons (chars) ;
  - 29e régiment de dragons (chars) ;
  - 8e régiment de cuirassiers (découverte) ;
  - 1er régiment de dragons portés (infanterie) ;
  - 71e régiment d'artillerie tout-terrain.
- 2e brigade de dragons portés ;
- Éléments organiques du corps de cavalerie[11] :
  - 329e régiment d'artillerie ;
  - 129e bataillon de sapeurs portés (deux compagnies de sapeurs-mineurs et une compagnie d'équipage de ponts) ;
  - Compagnie télégraphique 129/81 ;
  - Compagnie radio 129/82 ;
  - Détachement colombophile 129/83 ;
  - Compagnie automobile de quartier général 338/22 ;
  - Compagnie automobile de transport 339/22 ;
  - Groupe d'exploitation 129/22 (intendance) ;
  - Compagnie de ravitaillement en viande fraiche 229/22 ;
  - Service de santé ;
  - 29e groupe sanitaire de ravitaillement.

Le 129e bataillon de sapeurs portés est dissous le 16 novembre 1939 et ses compagnies deviennent indépendantes. Les brigades de dragons portés sont dissoutes en décembre 1939 (leurs régiments renforcent les futures divisions légères de cavalerie).

### Le 10 mai 1940

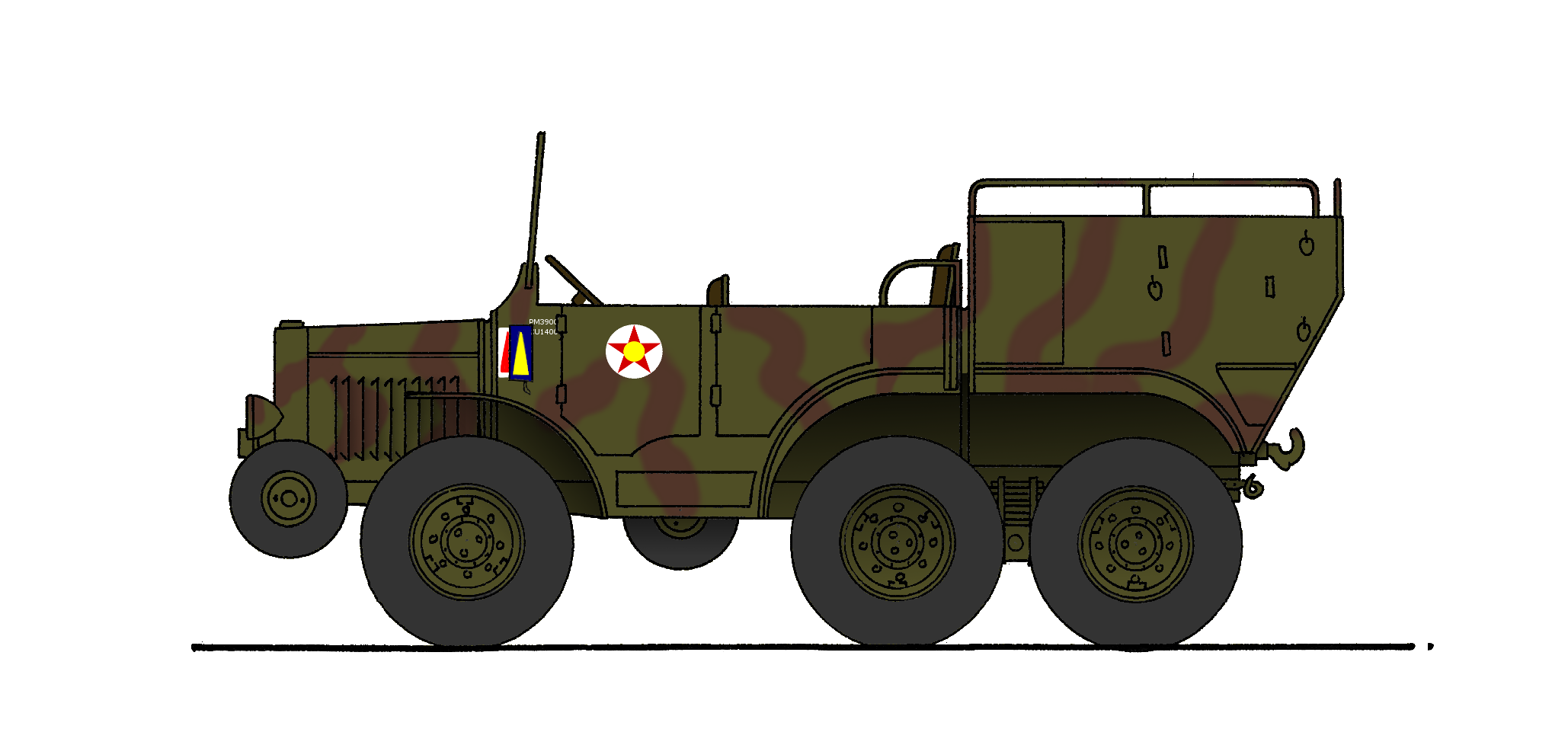
Illustration d'un tracteur d'artillerie Laffly S15T du d'artillerie de la 3e DLM, mai 1940.

- 2e DLM, subdivisée en deux brigades, la 3e BLM (chars) et la 4e BLM (dragons portés) :
  - 13e régiment de dragons (40 chars Somua et 40 chars Hotchkiss) ;
  - 29e régiment de dragons (40 chars Somua et 40 chars Hotchkiss) ;
  - 8e régiment de cuirassiers (découverte sur AMD Panhard) ;
  - 1er régiment de dragons portés (infanterie) ;
  - 71e régiment d'artillerie tout-terrain (deux groupes de 75 mm et un de 105 mm) ;
  - 1018e batterie du 405e régiment d'artillerie de DCA[12]
  - 38e bataillon de sapeurs[12]
  - Groupement de groupes de reconnaissance rattaché à la 2e DLM[13]
    - 3e groupe de reconnaissance de corps d'armée ;
    - 95e groupe de reconnaissance de division d'infanterie ;
    - 3e groupe de reconnaissance de division d'infanterie.

- 3e DLM, subdivisée en deux brigades, la 5e BLM (chars) et la 6e BLM (dragons portés) :
  - 1er régiment de cuirassiers (40 chars Somua et 40 chars Hotchkiss) ;
  - 2e régiment de cuirassiers (40 chars Somua et 40 chars Hotchkiss) ;
  - 12e régiment de cuirassiers (découverte sur AMD) ;
  - 11e régiment de dragons portés (infanterie) ;
  - 76e régiment d'artillerie tout-terrain (deux groupes de 75 mm et un de 105 mm)[14].
  - 1023e batterie du 405e régiment d'artillerie de DCA[12]
  - 39e bataillon de sapeurs[12]
  - Groupement de groupes de reconnaissance rattaché à la 3e DLM[13]
    - 6e groupe de reconnaissance de corps d'armée ;
    - 92e groupe de reconnaissance de division d'infanterie ;
    - 7e groupe de reconnaissance de division d'infanterie ;
- 54e et 56e bataillons de mitrailleurs motorisés[15] ;
- 4e groupe de reconnaissance de division d'infanterie, mis à disposition du corps de cavalerie à partir du 13 mai[7]
- Éléments organiques du corps de cavalerie.

### Le 10 juin 1940

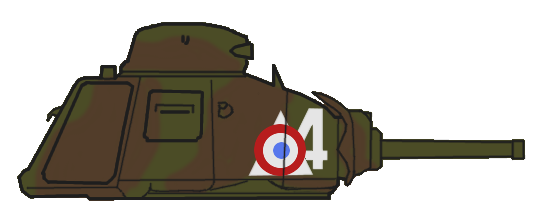
Illustration de la tourelle d'un des B1 bis de la, juin 1940.

Le corps de cavalerie est alors constitué de trois DLM au format réduit en plus des éléments organiques :
- Éléments organiques du corps de cavalerie (EOCC)[9] :
  - Un groupe de canons de 75 (329e RATTT) ;
  - Une batterie antichar ;
  - Une batterie antiaérienne ;
  - 352e compagnie autonome de chars de combat : 10 chars B1 bis ;

- 1re DLM : 4e régiment de cuirassiers (chars), 6e régiment de cuirassiers (découverte), 4e régiment de dragons portés (infanterie), pas d'artillerie[9] ;

- 2e DLM : 13e/29e régiment de dragons (chars), 8e régiment de cuirassiers (découverte), 1er régiment de dragons portés (infanterie)[9], pas d'artillerie[16] ;
- 3e DLM : 1er/2e régiment de cuirassiers (chars), 12e régiment de cuirassiers (découverte), 11e régiment de dragons portés (infanterie), pas d'artillerie[9].

Le régiment de chars des DLM est formé d'un escadron de chars 10 H39 et d'un escadron de 11 chars S35, le régiment de découverte de deux escadrons mixtes, avec cinq AMD Panhard et les dragons portés sont motorisés sur GMC ACK 353, Laffly S20TL et Licorne V15T (plus quelques chars légers AMR 35 au 1er RDP de la 2e DLM).

## Insigne

Insigne du corps de cavalerie.

Le corps de cavalerie adopte un insigne en forme de losange, taillé rouge et blanc (couleurs du fanion d'un commandant de groupe de divisions de cavalerie), chargé d'un heaume empanaché de trois plumets. Le losange est bordé du nom de l'unité (Corps de cavalerie) et de sa devise Premier et dernier au feu.
Plusieurs fabrications existent : Augis, Drago et fabricant inconnu, et diffèrent par leurs détails (forme du heaume, largeur de la bordure, etc.). L'insigne présenté ici correspond à la disposition générale mais pas à un modèle précis.
Les éléments du train, des transmissions et de l'intendance reprennent le taillé rouge et blanc.

## Commandants
- 2 septembre 1939 – 25 mai 1940 : général René Prioux
- 25 mai 1940 – 11 juillet 1940 : général Jean Langlois (sl)